# Estado de defensa (Alemania)
El Estado de defensa (en alemán: Verteidigungsfall, pronunciado /fɛɐ̯ˈtaɪ̯dɪɡʊŋsˌfal/ⓘ, también llamado „V-Fall“ en el léxico de la Bundeswehr) es el estado constitucional de emergencia en Alemania si el país está "bajo ataque por la fuerza armada o inminentemente amenazado con tal ataque". Establecido por una enmienda constitucional en 1968 durante la Guerra Fría, este estado de emergencia otorga al gobierno federal poderes extraordinarios en tiempos de guerra. Está previsto en el Título Xa de la Constitución alemana. El reglamento fue insertado en la Ley Básica junto con algunos otros cambios (constitución de emergencia) por la "Decimoséptima Ley Complementaria a la Ley Básica" del 24 de junio de 1968 (Boletín de Leyes Federales I p. 709). La constitución de emergencia fue extremadamente controvertida y fue impulsada por la gran coalición (1966-1969) de CDU/CSU y SPD contra la resistencia del FDP y grupos extraparlamentarios. La organización Gehlen habló de E-System o E-Fall. A enero de 2022, Alemania nunca ha estado en estado de defensa.

## Declaración
Según el artículo 115a de la Constitución alemana, se declarará el estado de defensa si "el territorio federal de la República Federal de Alemania está siendo atacado por la fuerza armada o amenazado inminentemente con tal ataque".
El procedimiento normal es que, a petición del Gobierno Federal, el Bundestag determine que existen las condiciones del Estado de Defensa. Eso significa que el Bundestag en realidad no declara el Estado de Defensa;  en cambio, simplemente decide si existe o no. (Si, por ejemplo, un ejército extranjero invadiera Alemania, el Bundestag determinaría que la acción es un "ataque por la fuerza armada", como se describe en el artículo 115a, y por lo tanto Alemania está en estado de defensa). La determinación requiere al menos  dos tercios de los votos del Bundestag presente en ese momento (siendo al menos la mitad de los miembros constituyendo el Quorum). También tiene que ser aprobado por el Bundesrat con más de la mitad de sus miembros, que, de acuerdo con el protocolo general del Bundesrat, se entrega en forma de paquete por cada Land.
Si el Bundestag o el Bundesrat no pueden reunirse a tiempo o no pueden alcanzar el quorum, el Comité Conjunto decide en su nombre, pero la aprobación del Bundestag y el Bundesrat debe lograrse lo más rápido posible después.
Si Alemania está siendo atacada por la fuerza armada y el Bundestag, el Bundesrat y el Comité Conjunto no pueden determinar el estado de defensa de inmediato, "se considerará que la determinación se tomó y promulgó en el momento en que comenzó el ataque". Si, por ejemplo, una invasión comenzara el 4 de enero a las 4:17 a. m., Alemania estaría en estado de defensa a partir de ese momento y el gobierno podría reaccionar de inmediato.

## Consecuencias

### Comandante en jefe
Según el artículo 115b GG, el Canciller Federal se convierte en Comandante en Jefe de las fuerzas armadas. (Normalmente, el Ministro de Defensa ocupa ese cargo).

### Extensión de los poderes legislativos federales
De acuerdo con el artículo 115c GG, el gobierno federal tiene poderes legislativos extendidos:
- El gobierno federal puede aprobar leyes con respecto a cualquier asunto, incluso si normalmente estaría bajo el poder legislativo exclusivo de los Länder.

- Las disposiciones transitorias relativas a la compensación por expropiaciones pueden diferir de las previstas[4] en la constitución.

- Una ley puede establecer que las personas detenidas por la policía puedan permanecer bajo custodia durante cuatro días antes de comparecer ante un juez (en lugar de "a más tardar el día siguiente a su detención".)[6] Sin embargo, eso se aplica solo si ningún juez ha  podido actuar en el plazo normal.

- Las leyes en materia financiera podrán diferir de los requisitos establecidos en los títulos VIII,[4] (De la Ejecución de las Leyes Federales y de la Administración Federal), VIIIa[4] (Tareas conjuntas) y X[4] (Finanzas) de la Constitución.

## Procedimiento legislativo
El procedimiento legislativo normal se sustituye por uno más rápido:
- Según artículo 115d GG, los proyectos de ley se discuten "sin demora" y son adoptados por el Bundestag y el Bundesrat, en una sola sesión conjunta.

### Comité Conjunto
El Comité Conjunto (Gemeinsamer Ausschuss) está formado por miembros del Bundestag y miembros del Bundesrat. Dos tercios de los miembros del comité son proporcionados por el Bundestag, un tercio por el Bundesrat. Los miembros del comité del Bundestag son designados por el Bundestag "en proporción a la fuerza relativa de los distintos grupos parlamentarios". Cada país está representado por un miembro del Bundesrat. Los miembros del comité del Bundestag no deben ser miembros del Gabinete, y los miembros del comité del Bundesrat excepcionalmente "no están obligados por instrucciones". Por lo tanto, hay 16 miembros del Bundesrat (uno para cada país) y 32 miembros del Bundestag (el doble del número de miembros del Bundesrat), lo que da un número total de 48 miembros. Los miembros del Comité Conjunto y sus suplentes ya están designados en tiempos de paz.
El Comité Mixto asume las tareas tanto del Bundestag como del Bundesrat si, durante el Estado de Defensa, determina, con una mayoría de dos tercios de su voto, que el Bundestag o el Bundesrat no pueden reunirse a tiempo o llegar a un quorum. Esa mayoría debe incluir al menos la mayoría de todos los miembros del comité (al menos 25 miembros). Por ejemplo, si solo se pudiera llegar a 30 miembros del comité, 20 votos serían una mayoría de dos tercios, pero se requerirían al menos 25 votos para la determinación. Si el Comité Mixto no puede alcanzar su plena fuerza (48 miembros), el Bundestag (en caso de miembros del comité del Bundestag desaparecidos o fallecidos) y/o los gobiernos estatales (en caso de miembros del comité del Bundesrat desaparecidos o fallecidos) designan nuevos miembros del comité.
El Comité Mixto asume cualquier tarea normalmente asumida por el Bundestag y/o el Bundesrat. Todas las decisiones que normalmente tomaría el Bundestag o el Bundesrat, o ambos, las toma el Comité Conjunto en pleno. Sin embargo, existen algunas limitaciones al poder del Comité Conjunto (en comparación con el Bundestag y el Bundesrat):
- No puede reformar, derogar o suspender la constitución, en todo o en parte.
- No podrá dictar leyes de conformidad con los artículos 23 (Unión Europea - Protección de los derechos fundamentales - Principio de subsidiariedad), 24 (Transferencia de poderes soberanos - Sistema de seguridad colectiva), o 29 (Nueva delimitación del territorio federal) de la constitución.
- Una moción de censura constructiva del Comité Conjunto requiere una mayoría de dos tercios (en lugar de solo la mayoría de los votos necesarios para una moción de censura del Bundestag).
- Las leyes promulgadas por el Comité Conjunto pueden ser repetidas en cualquier momento por el Bundestag, con el consentimiento del Bundesrat.

El Comité Conjunto se basa en los artículos 53a (Composición - Reglas de procedimiento) y 115e (Comité Conjunto) de la constitución, así como sobre el propio reglamento.

### Uso de la Guardia Fronteriza Federal
De acuerdo con el artículo 115f, párrafo (1), cláusula 1 GG, el Gobierno Federal puede emplear la Guardia Fronteriza Federal en todo el territorio federal, en cualquier parte de Alemania. Por ley sigue vigente un servicio Obligatorio de Guardia Fronteriza, pero sólo se ejecutará en estado de defensa o si no hay suficientes voluntarios para incorporarse a la policía federal.
Cuando se aprobaron las Leyes de Emergencia, la Guardia Fronteriza Federal era una fuerza policial paramilitar responsable únicamente de la protección de las fronteras exteriores terrestres y marítimas de Alemania Occidental. A lo largo de las décadas, sin embargo, el papel de la Guardia Fronteriza Federal e incluso su nombre han cambiado a Policía Federal. La Policía Federal también es responsable de la seguridad de la red ferroviaria, la seguridad del aeropuerto y la protección de los edificios federales. Sin embargo, como todo el título Xa no se ha cambiado después de su aprobación en 1968, el término Guardia Federal de Fronteras todavía se usa en la constitución.

### Poderes extendidos de instrucción
De acuerdo con el artículo 115f, párrafo (1), cláusula 2 GG, el gobierno federal puede dar instrucciones a los gobiernos estatales y autoridades estatales. (Normalmente, los gobiernos estatales actúan por su cuenta y las autoridades territoriales reciben sus órdenes solo del gobierno territorial).

### Términos electorales extendidos
Según el artículo 115h GG, se prorrogan los plazos electorales que vencen durante el Estado de Defensa:
- El período electoral del Bundestag o de un parlamento estatal finaliza seis meses después del final del Estado de Defensa.
- El mandato del Presidente finaliza nueve meses después de la finalización del Estado de Defensa.

### Reclutamiento
En 2011, la Ley de servicio militar obligatorio alemán se modificó para suspender, pero no abolir, el servicio militar obligatorio en tiempo de paz. A partir del 1 de julio no se podrán reclutar reclutas salvo en Estado de Tensión o en Estado de Defensa.

## Terminación
Según el artículo 115l GG, el estado de defensa finaliza cuando lo pone fin el Bundestag "si ya no existen las condiciones para determinarlo", como después de la firma de un tratado de paz.